# Casino Liceo Mercantil
El casino Liceo Mercantil es un edificio situado en el municipio español de Puente Genil, en la provincia de Córdoba. Construido a finales del siglo XIX, se trata de un edificio de carácter historicista.

## Características
Obra promovida por Antonio López Muñoz en 1897, el edificio fue diseñado por el maestro de obras pontanense Rodrigo García Luque. Su fachada está fuertemente inspirada en el palacio veneciano Vendramín-Calergi, utilizándose incluso en su fachada un enlucido blanco y encalado que consigue un efecto muy semejante al del palacio veneciano. En el exterior destacan sus balconadas, las cristaleras y antepechos de planta baja, todo ello orientado con luminosidad al exterior.